# Marian Michalczik
Marian Michalczik (Beckum, 1 de febrero de 1997) es un jugador de balonmano alemán que juega de lateral izquierdo en el TSV Hannover-Burgdorf de la Bundesliga. Es internacional con la selección de balonmano de Alemania.
Su primer gran campeonato con la selección fue el Campeonato Europeo de Balonmano Masculino de 2020.

## Clubes
| Club                  | País     | Año         |
| --------------------- | -------- | ----------- |
| TSV GWD Minden        | Alemania | 2016 - 2020 |
| Füchse Berlin         | Alemania | 2020 - 2022 |
| TSV Hannover-Burgdorf | Alemania | 2022 - Act. |